# К.А. Прогресо
Клуб Атлетико „Прогресо“ (на испански: Club Atlético Progreso) е уругвайски футболен отбор от Монтевидео.
„Прогресо“ е основан на 30 април 1917 г. Цветовете на отбора са заимствани от знамето на Каталония. През 1989 г. „Прогресо“ печели шампионската титла. Този сезон е кратък – отборите играят само един мач помежду си (по 13 мача на отбор) – защото трябва да се играят и други турнири както в Уругвай, така и на международно ниво. Любопитен факт е, че президент на отбора по това време е настоящият президент на Уругвай Табаре Васкес.

## Успехи
- 1х шампион на Уругвай: 1989
- 3х шампион на втора дивизия: 1942, 1979 и 2006
- 6х шампион на трета дивизия: 1938, 1939, 1956, 1963, 1975 и 1978
- 1х победител в Торнео Компетенсия: 1985

## Известни бивши играчи
| - Валдемар Викторино - Леонардо Рамос - Нестор Фабиан Канобио - Педро Каталино Педручи - Уго Марадона |